# George Balaum
George Balaum est un ingénieur ferroviaire britannique qui fut conseiller étranger au Japon durant l'ère Meiji.
Il est employé à l'origine par Horatio Nelson Lay pour travailler à la construction de la première ligne ferroviaire du Japon. Cependant, après le licenciement de Lay, Balaum signe un contrat de conseiller étranger avec le département des chemins de fer et des télégraphes du ministère japonais des Travaux publics. Ce contrat débute le 7 juillet 1870 et se termine le 3 août 1873. Il est engagé en tant que charpentier en chef de la construction des chemins de fer à Yokohama. Lorsque son contrat expire, il est prolongé chaque mois jusqu'à ce que Balaum démissionne définitivement le 31 juillet 1875.